# Quyền LGBT ở México
Quyền của người đồng tính nữ, đồng tính nam, song tính và chuyển giới (tiếng Tây Ban Nha: lesbianas, gays, bisexuales y transexuales) ở Mexico đã mở rộng trong những năm gần đây, phù hợp với xu hướng pháp lý trên toàn thế giới. Ảnh hưởng trí tuệ của Cách mạng Pháp và ngắn gọn Can thiệp của Pháp ở México (1862-67) dẫn đến việc thông qua Bộ luật Napoléon, mà đã coi thường cùng giới hành vi tình dục năm 1871. Luật chống lại sự vô đạo đức hoặc sự không đứng đắn của công chúng, tuy nhiên, đã được sử dụng để truy tố những người tham gia vào chúng.
Sự khoan dung của đa dạng giới tính ở một số nền văn hóa bản địa nhất định là phổ biến, đặc biệt là giữa Isthmus Zapotecs và Yucatán Mayas. Khi ảnh hưởng của các nền văn hóa nước ngoài và trong nước (đặc biệt là từ các khu vực quốc tế hơn như Thành phố Mexico) phát triển khắp Mexico, thái độ đang thay đổi. Điều này được đánh dấu nhiều nhất ở khu vực đô thị lớn nhất, chẳng hạn như Guadalajara, Monterrey, và Tijuana, giáo dục và tiếp cận với người nước ngoài và phương tiện truyền thông nước ngoài là lớn nhất. Tuy nhiên, sự thay đổi diễn ra chậm hơn ở vùng nội địa và ngay cả ở các thành phố lớn, sự khó chịu với sự thay đổi thường dẫn đến phản ứng dữ dội. Từ đầu những năm 1970, chịu ảnh hưởng của Phong trào giải phóng đồng tính Hoa Kỳ và thảm sát Tacelolco 1968, một số lượng đáng kể tổ chức LGBT đã xuất hiện. Các cuộc tuần hành LGBT có thể nhìn thấy và tham dự tốt và diễu hành niềm tự hào đã xảy ra ở Thành phố Mexico từ năm 1979 và tại Guadalajara từ năm 1996.
Vào ngày 3 tháng 6 năm 2015, Tòa án Công lý Tối cao của Quốc gia đã đưa ra một "luận điểm pháp lý" trong đó định nghĩa pháp lý về hôn nhân đã được thay đổi để bao gồm các cặp đồng giới. Luật pháp hạn chế kết hôn với một người đàn ông và một người phụ nữ được tòa án coi là vi hiến và do đó, mọi nhà cung cấp tư pháp trong quốc gia phải xác nhận các hiệp hội đồng giới. Tuy nhiên, quá trình này kéo dài vì các cặp vợ chồng phải yêu cầu một lệnh (tiếng Tây Ban Nha: amparo) từ một thẩm phán, một quá trình mà các cặp đôi khác giới không phải trải qua. Tòa án Tối cao đã ban hành một phán quyết tương tự liên quan đến việc nhận con nuôi đồng giới vào tháng 9 năm 2016. Trong khi hai phán quyết này không trực tiếp đánh đổ các lệnh cấm kết hôn và nhận con nuôi đồng giới của Mexico, họ đã ra lệnh cho mọi thẩm phán trong nước phán quyết có lợi cho cùng cặp vợ chồng quan hệ tình dục tìm kiếm quyền kết hôn và/hoặc nhận con nuôi.
Những lợi ích chính trị và pháp lý đã được thực hiện thông qua Đảng của Cách mạng Dân chủ, các đảng nhỏ cánh tả như Đảng Lao động và Phong trào công dân, trung tâm Đảng cách mạng thể chế và gần đây là cánh tả Phong trào tái sinh quốc gia. Chúng bao gồm những điều khác trong bản sửa đổi năm 2011 đối với Điều 1 của Hiến pháp liên bang để cấm phân biệt đối xử dựa trên khuynh hướng tình dục. Hôn nhân đồng giới được thực hiện mà không có bất kỳ hạn chế nào trong Mexico City, Aguascalientes, Baja California, Campeche, Chiapas, Chihuahua, Coahuila, Colima, Jalisco, Michoacán, Morelos, Nayarit, Nuevo León, Puebla và Quintana Roo, cũng như ở một số thành phố nhất định trong Guerrero, Oaxaca, Querétaro và Zacatecas. Ngoài ra, kết hợp dân sự được thực hiện ở Thành phố Mexico và các bang Coahuila, Campeche, Michoacán và Tlaxcala.

## Bảng tóm tắt
| Hành vi tình dục đồng giới hợp pháp                                                                                         | (Từ năm 1871)                                               |
| Độ tuổi đồng ý | (Từ năm 1871)                                               |
| Luật chống phân biệt đối xử trong việc làm                                                                                  | (Từ năm 2003)                                               |
| Luật chống phân biệt đối xử trong việc cung cấp hàng hóa và dịch vụ                                                         | (Từ năm 2003)                                               |
| Luật chống phân biệt đối xử trong tất cả các lĩnh vực khác (bao gồm phân biệt đối xử gián tiếp, ngôn từ kích động thù địch) | (Từ năm 2003)                                               |
| Hôn nhân đồng giới | / (Đang chờ xử lý ở tất cả các bang)                        |
| Công nhận các cặp đồng giới                                                                                                 | (Từ năm 2010)                                               |
| Nhận nuôi bởi những người LGBT                                                                                              | Yes                                                         |
| Con nuôi của các cặp vợ chồng đồng giới                                                                                     | / (Đang chờ xử lý ở tất cả các bang)                        |
| Con nuôi chung của các cặp đồng giới                                                                                        | / (Đang chờ xử lý ở tất cả các bang)                        |
| Người đồng tính nam, đồng tính nữ và song tính được phép phục vụ trong quân đội                                             | / (mơ hồ, "khập khiễng hợp pháp" cho những người lính LGBT) |
| Quyền thay đổi giới tính hợp pháp                                                                                           | /                                                           |
| Tự động làm cha mẹ trong giấy khai sinh cho con của các cặp đồng giới                                                       | No                                                          |
| Liệu pháp chuyển đổi bị cấm ở trẻ vị thành niên                                                                             | (Đề xuất)                                                   |
| Truy cập IVF cho đồng tính nữ                                                                                               | No                                                          |
| Mang thai hộ thương mại cho các cặp đồng tính nam                                                                           | No                                                          |
| NQHN được phép hiến máu | (Từ năm 2012)                                               |

1. ↑  Chỉ được thực hiện ở Mexico City, Aguascalientes, Baja California, Campeche, Chiapas, Chihuahua, Coahuila, Colima, Jalisco, Michoacán, Morelos, Nayarit, Nuevo León, Puebla, Quintana Roo và các bộ phận của Guerrero, Oaxaca, Quer Quốc gia
2. 1 2  Chỉ có ở thành phố Mexico, Baja California, Campeche, Chiapas, Chihuahua, Coahuila, Colima, Michoacán, Morelos, Puebla, Querétaro và Veracruz
3. ↑  Chỉ có ở Mexico City, Coahuila, Michoacán và Nayarit